# Sette mari
I sette mari sono un simbolico gruppo di distese d'acqua (reali o mitologiche) che ricoprono una certa importanza a seconda dei popoli e delle epoche storiche.
La simbologia del numero sette è legata al concetto di totalità (come nel caso dei colori dell'arcobaleno o dei pianeti visibili ad occhio nudo) oppure indica gli elementi più importanti di una certa categoria (come nel caso dei sette saggi e delle sette meraviglie) e il termine "sette mari" indica quindi simbolicamente tutti i mari conosciuti o quelli più importanti.

## Storia

### Antichità
L'elenco dei sette mari  è proprio alla maggior parte dei popoli dell'Età antica ed è diverso a seconda dell'epoca e del luogo. Nei testi antichi Cinesi, Persiani, Indiani, Greci e Romani comprende infatti diverse aree di mare. Tali elenchi passarono poi, con varie modifiche, nella letteratura medievale.
La più antica citazione dei "sette mari" a noi pervenuta risale al XXIII secolo a.C., nell'Inno 8 della sacerdotessa sumera Enkheduanna alla dea Inanna. In ogni caso, il concetto di "sette mari" è diffuso in vari popoli antichi, dai Cinesi agli Indiani, dagli antichi Greci agli antichi Romani; in particolare gli ultimi due hanno gettato le basi per i gruppi dei "sette mari" menzionati nella letteratura medievale.
Uno degli elenchi più antichi, relativo ai navigatori europei, è il seguente
- Mar Mediterraneo;
- Mar Nero;
- Mar Adriatico;
- Mar Rosso;
- Golfo Persico;
- Mar Caspio;
- Mare Arabico.

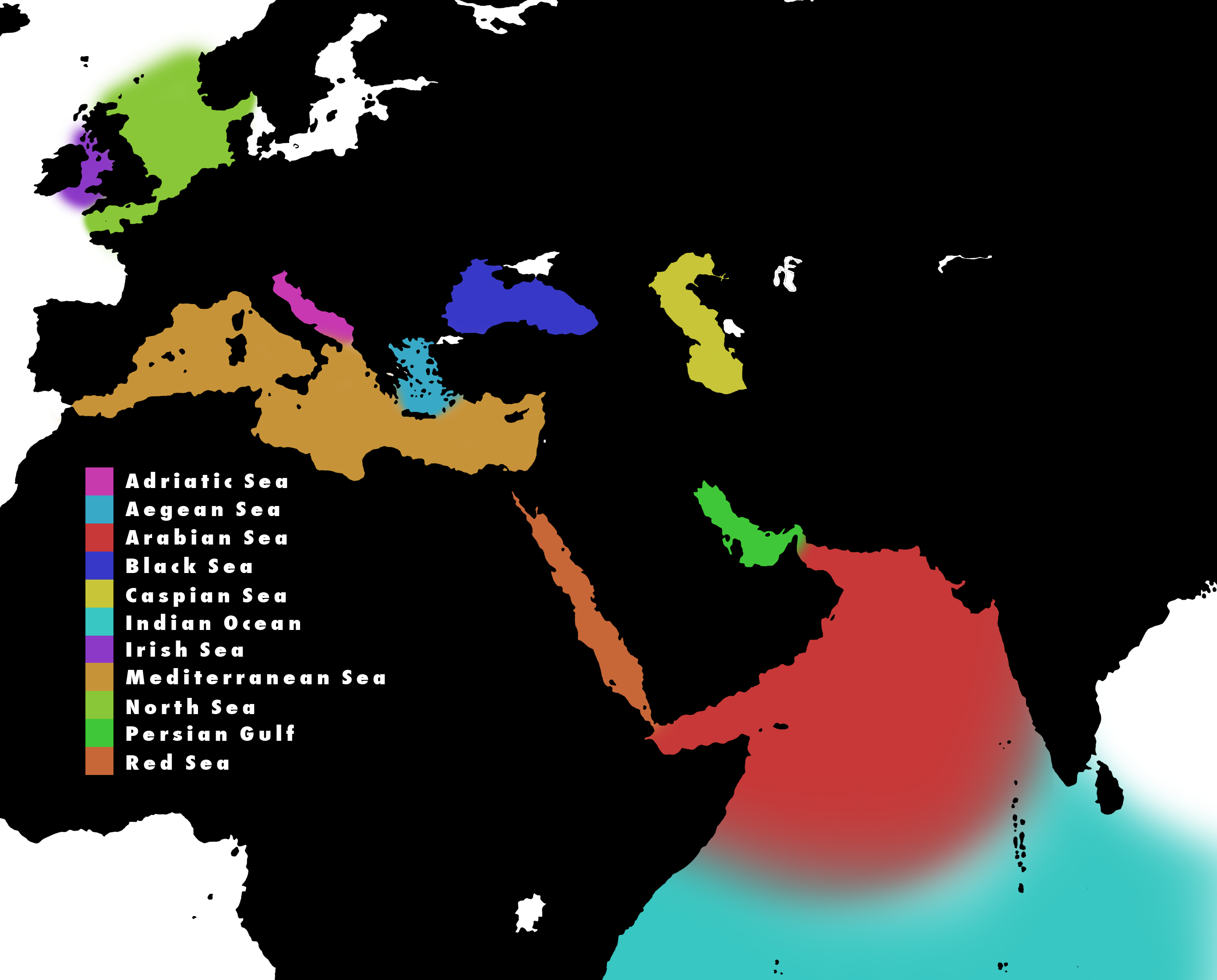
I vari mari che nella letteratura medievale sono stati elencati tra i "sette mari"

Secondo il greco Erodoto, il raggruppamento dei "sette mari" era costituito da:
- Mar Egeo;
- Mar Nero;
- Mar di Marmara;
- Mar Rosso;
- Mar Tirreno;
- Mar Adriatico
- Mar Ionio.

Altro elenco relativo all'antichità, ma con uno sguardo più ampio, è il seguente:
- Mar Mediterraneo
- Mar Rosso
- Golfo Persico,
- Oceano Indiano
- Mar della Cina,
- mare dell'Africa occidentale;
- mare dell'Africa orientale

In altri elenchi sono variamente raggruppati, senza distinzione tra veri mari, laghi, golfi, oceani e senza contare il fatto che alcuni di essi sono modernamente compresi in altri (anch'essi presenti nell'elenco): Mar Rosso, Golfo Persico, Mare del Nord, Mare Adriatico, Mar Mediterraneo, Mare Egeo, Mar Caspio, Mare Arabico, Oceano Indiano, Mare d'Irlanda, Mar Nero.

### I sette mari di oggi
Senza alcuna ufficialità, a volte si parla di sette mari anche in testi moderni. Se ne danno vari esempi.
Un elenco comprende i tre oceani e i quattro mari mediterranei, ossia, in ordine di grandezza:
- Oceano Pacifico
- Oceano Atlantico
- Oceano Indiano
- Mar Glaciale Artico
- Mediterraneo Australasiatico
- Mediterraneo
- Mediterraneo Americano

Un secondo elenco non considera il Mediterraneo Australasiatico e distingue all'interno del Mare mediterraneo americano due mari da esso dipendenti: il Mar dei Caraibi e il Golfo del Messico:
- Oceano Atlantico;
- Oceano Pacifico;
- Oceano Indiano;
- Mar Glaciale Artico;
- Mar Mediterraneo;
- Mar dei Caraibi;
- Golfo del Messico.

Un altro elenco ancora distingue, all'interno di ciascuno dei tre oceani, una zona settentrionale e una meridionale, pur non esistendo elementi per distinguere l'una e l'altra parte:
- Oceano Pacifico settentrionale;
- Oceano Pacifico meridionale;
- Oceano Atlantico settentrionale;
- Oceano Atlantico meridionale;
- Oceano Indiano;
- Mar Glaciale Artico;
- Mare Antartico.

## Influenza culturale
- Nel 1896 lo scrittore e poeta britannico Rudyard Kipling intitolò una sua raccolta di poesie The Seven Seas (I Sette Mari).
- Nel 1964 la cantante Mina Mazzini ha inciso la canzone Sette mari (composta da due autori giapponesi, Tatsuo Takai e Kenji Sazanami) sia in giapponese sia in italiano; la canzone è rimasta inedita in Italia fino al 1982, quando fu pubblicata nella raccolta Premiata Ditta Italia n. 1 - Mina dalla casa discografica Ri-Fi.
- Seven Seas of Rhye è un singolo scritto da Freddie Mercury ed eseguito dal gruppo rock britannico Queen uscito il 2 febbraio 1974 e pubblicato nell'album Queen II.
- Edimburgo dei Sette Mari (in inglese Edinburgh of the Seven Seas) è il principale insediamento dell'isola di Tristan da Cunha, nell'Atlantico meridionale, e forse il villaggio più isolato della terra.
- Nel 2003 la Dreamworks pubblicò il film d’animazione Sinbad - La leggenda dei sette mari.